# Schmengeberg
Koordinaten: 51° 7′ 19″ N, 8° 50′ 20″ O
Schmengeberg ist die Wüstung eines Adelshofs·in der Gemarkung von Oberorke, einem Ortsteil der Gemeinde Vöhl im nordhessischen Landkreis Waldeck-Frankenberg. Der Hof umfasste zwei unmittelbar beieinander liegende Güter, deren Gebäude um oder bald nach 1575 abgebrochen wurden.

## Geographie
Die Wüstung befindet sich auf etwa 310 m Höhe nördlich der Kreisstraße K 92 von Viermünden nach Oberorke, westlich des Hofs Treisbach über dem Nordufer des Treisbachs unmittelbar nördlich der beiden dortigen Fischteiche. Die Flurbezeichnung „Vor dem Schmengeberg“ erinnert an den verschwundenen Ort.

## Geschichte
Der Ort ist urkundlich erstmals fassbar zur Zeit der Fehden zwischen den Grafen von Waldeck und dem Kloster Corvey in den Jahren 1267 und 1297, in deren Folge das Kloster die kleinen Städte Fürstenberg und Sachsenberg und die Burg Lichtenfels zunächst verpfänden und dann 1297 abtreten musste. Dabei erwarb Waldeck auch das Gebiet zwischen dem heutigen Oberorke, dem heutigen Hof Treisbach und der Burg Lichtenfels, das als corveysches Lehen im Besitz der auf Lichtenfels sitzenden und die Burg in Pfandbesitz haltenden Burgmannsfamilie Nymmes war und u. a. die zwei Höfe am Schmengeberg umfasste.
Die beiden Höfe gehörten, wie auch (Ober)orke und der Hof Treisbach, zum Gericht Viermünden, das von den Vögten von Keseberg in den Besitz derer von Hohenfels gekommen war. Diese verpfändeten ihre seit 1393 als landgräflich-hessisches Lehen gehaltene Hälfte des Gerichts (mit den Höfen am Schmengeberg) 1453 an Heinz von Dersch und verkauften sie ihm dann erblich im Jahre 1487. Die andere Hälfte des Gerichts war nassauisches Lehen und bereits 1341 von denen von Hohenfels an die Herren von Viermund verkauft worden. Daher gab es später wiederholt Grenzkonflikte zwischen Nassau und Hessen bzw. deren Vasallen und Lehnsinhabern Dersch und Viermund um Besitz im Grenzgebiet der beiden Hälften des Gerichts, besonders nachdem die von Dalwigk 1473 alleinige Lehnsinhaber der waldeckschen Burg Lichtenfels geworden waren und damit auch Besitzer der zum Zubehör der Burg gehörigen beiden Höfe am Schmengeberg. Diese waren mit der Burg Lichtenfels von den Nymmes an die Dalwigk gekommen. So musste z. B. das Gericht Viermünden im April 1535 über eine Beschwerde des Rabe von Dersch gegen die von Dalwigk wegen des Schmengebergs verhandeln.
In den 1570er Jahren erfuhren die beiden Meierhöfe am Schmengeberg dann wieder urkundliche Erwähnung, als sie ihre Besitzer wechselten. Am 12. November 1571 verpfändete Heinrich von Dalwigk d. Ä. sein Drittel des einen Hofes am Schmengeberg an Georg von Dersch, der bereits den Hof Treisbach besaß, und eine Woche später, am 19. November 1571, gab Georg von Dersch seiner ihm frisch angetrauten Frau Elisabeth Huhn, Tochter des letzten männlichen Huhn auf dem Gut Treisbach und dessen Erbin, eine Morgengabe von 200 Talern, die er auf der Hälfte des Johann von Dalwigk d. Ä. zu Lichtenfels am Hof Schmengeberg stehen hatte und deren Zins sie genießen sollte. Am 27. Dezember 1572 verpfändete Johann von Dalwigk d. Ä. auch seine beiden Drittel des gleichen Dalwigkschen Hofes am Schmengeberg an Georg von Dersch. Der zweite Dalwigksche Hof am Schmengeberg ging im Juni 1575 an Georg von Dersch: Johann Samuel und Georg von Dalwigk tauschten ihren Hof am Schmengeberg mit Georg von Dersch gegen den halben Zehnten von Münden. Zum Schmengeberg gehörten in dieser Zeit der meiste Wald auf der hohen Hardt im Norden der beiden Höfe bis zum Wolfsgrund südlich von Oberorke. Die Wohnhäuser der beiden Höfe wurden von den Dalwigk bzw. dann von Georg von Dersch abgebrochen, und die Felder and Äcker verpachtete Georg von Dersch spätestens 1595 an Einwohner von Oberorke.
Im Jahre 1618 versuchten die von Dalwigk erfolglos die Pfandeinlösung der beiden Höfe, die sie noch immer in ihren Eigentumslisten führten, und 1627 verhandelten sie, ebenfalls erfolglos, mit den von Dersch über einen erblichen Verkauf. Selbst 1743 gab es noch einmal einen Versuch derer von Dalwigk, die Schmengeberg-Güter zurückzuerlangen, aber August Gottlieb von Drach, der durch seine Heirat 1731 mit Juliane Charlotte Rosine von Dersch den Hof Treisbach und die damit verbundenen Schmengeberg-Güter erworben hatte, lehnte unter Hinweis auf die längst abgelaufene 20-jährige Pfandlösungsfrist ab.
Am 27. Juni 1717 verschied Georg Ehrhardt von Dersch nach einem Sturz vom Pferd, unter Hinterlassung seiner Witwe und zweier 1714 und 1716 geborenen Töchter, und mit ihm erlosch sein Geschlecht in männlicher Linie. Nach langem Streit mit Landgraf Karl von Hessen-Kassel wurde 1719 vertraglich vereinbart, dass der Landgraf den beiden noch im Kindesalter befindlichen Töchtern für insgesamt 9000 Taler verschiedenen Allodialbesitz ihres verstorbenen Vaters abkaufte und dass ihnen neben einem Teil des Zehnten in Oberorke das Gut Treisbach mit den Schmengeberger Gütern und den dazugehörigen Triften, Waldungen und Jagden als Allod verblieb.